# الحسن شيشا
لحسن بن محمد أحمد المعروف بلقب لحسن شيشا، لاعب كرة قدم مغربي دولي شغل مركز مهاجم ووسط ميدان بالمنتخب المغربي، وبعدة أندية مغربية.

## مسيرته
ظهر لحسن شيشا لأول مرة مع نادي الاتحاد المغربي، قبل أن ينضم إلى نادي المغرب الأقصى برئاسة شريف حلحول. انضم بعد ذلك إلى نادي أتلتيكو تطوان، الذي شارك في البطولات الإسبانية. بعد صعود النادي إلى الدوري الإسباني، واجه أندية عالمية كبيرة مثل برشلونة وريال مدريد وأتلتيكو مدريد
اختفى نادي أتلتيكو تطوان بعد الاستقلال، وانضم شيشا إلى الفتح الرباطي حيث لعب جنبًا إلى جنب مع العربي بن مبارك الذي كان حينها لاعبا ومدرب بالنادي، حيث شارك في نهائي كأس المغرب 1962-1963، الذي خسره نادي أكادير بثلاثة أهداف مقابل هدفين أمام نادي نادي الكوكب المراكشي، وقد كان مُسجّل الهدف الأول لأكادير.
شارك لحسن شيشا ضمن المنتخب المغربي، خلال دورة الألعاب العربية عام 1957، بقيادة العربي بن مبارك.

## إحصائيات
| مباريات لحسن شيشا الدولية | مباريات لحسن شيشا الدولية | مباريات لحسن شيشا الدولية                         | مباريات لحسن شيشا الدولية | مباريات لحسن شيشا الدولية | مباريات لحسن شيشا الدولية | مباريات لحسن شيشا الدولية | مباريات لحسن شيشا الدولية |
| 0                         | التاريخ                   | المكان                                            | الخصم                     | أهدافه                    | النتيجة                   | البطولة                   |                           |
| ------------------------- | ------------------------- | ------------------------------------------------- | ------------------------- | ------------------------- | ------------------------- | ------------------------- | ------------------------- |
| 1                         | 23 أكتوبر 1957            | بيروت، لبنان                                      | منتخب تونس                | -                         | 3-1                       | دورة الألعاب العربية 1957 |                           |
| 2                         | 30 أكتوبر 1960            | المركب الرياضي محمد الخامس، الدار البيضاء، المغرب | منتخب تونس                | -                         | 2-1                       | تصفيات كأس العالم 1962    |                           |
| 3                         | 13 نوفمبر 1960            | الملعب الأولمبي بالمنزه، مدينة تونس، تونس         | منتخب تونس                | 2 - 1                     | 2-1                       | تصفيات كأس العالم 1962    |                           |
| 4                         | 11 ديسمبر 1960            | المركب الرياضي محمد الخامس، الدار البيضاء، المغرب | منتخب ألمانيا الشرقية     | -                         | 2-3                       | مباراة ودية               |                           |
| 5                         | 22 يناير 1961             | ملعب رينزو باربيرا، باليرمو، إيطاليا              | منتخب تونس                | -                         | 1-1                       | تصفيات كأس العالم 1962    |                           |

## الإنجازات
- نهائي كأس العرش عام 1963 مع حسنة أكادير.